# Hicham Charaf Abdallah
Hicham Charaf Abdallah (en arabe : هشام شرف عبد الله), est un homme politique yéménite. Il est ministre des Affaires étrangères dans le gouvernement des Houthis depuis le 28 novembre 2016.
Il est nommé ministre du Pétrole en 2011.
Le 7 décembre 2017, peu après la mort d'Ali Abdallah Saleh lors de la bataille de Sanaa contre les Houthis, ceux-ci le placent en résidence surveillée par les Houthis.